# Volta a Suïssa 1950
La Volta a Suïssa 1950 fou la 14a edició de la Volta a Suïssa. Aquesta edició es disputà del 24 de juny a l'1 de juliol de 1950, amb un recorregut de 1.829 km distribuïts en 8 etapes. L'inici i final de la cursa fou a Zúric.
El vencedor final fou el suís Hugo Koblet, el qual també guanyà tres etapes i la classificació de la muntanya. El luxemburguès Jean Goldschmit, vencedor de les dues primeres etapes, acabà en segona posició a més de sis minuts, mentre l'italià Aldo Ronconi acabà en tercera posició, a més de setze minuts.

## Etapes
| Etapa | Data        | Recorregut                | Km  | Vencedor d'etapa        | Líder de la general   |
| ----- | ----------- | ------------------------- | --- | ----------------------- | --------------------- |
| 1ª    | 24 de juny  | Zúric - Winterthur        | 272 | Jean Goldschmit (LUX)   | Jean Goldschmit (LUX) |
| 2ª    | 25 de juny  | Winterthur - Liestal      | 240 | Jean Goldschmit (LUX)   | Jean Goldschmit (LUX) |
| 3ª    | 26 de juny  | Liestal - Ginebra         | 299 | Gustaf Speeckaert (BEL) | Jean Goldschmit (LUX) |
| 4ª A  | 27 de juny  | Ginebra - Lausana (CRI)   | 61  | Hugo Koblet (SUI)       | Jean Goldschmit (LUX) |
| 4ª B  | 27 de juny  | Lausana - Gstaad          | 101 | Hugo Koblet (SUI)       | Jean Goldschmit (LUX) |
| 5ª    | 28 de juny  | Gstaad - Lucerna          | 234 | Ernst Stettler (SUI)    | Jean Goldschmit (LUX) |
| 6ª    | 29 de juny  | Lucerna - Bellinzona      | 220 | Hugo Koblet (SUI)       | Hugo Koblet (SUI)     |
| 7ª    | 30 de juny  | Bellinzona - Sankt Moritz | 162 | Martin Metzger (SUI)    | Hugo Koblet (SUI)     |
| 8ª    | 1 de juliol | Sankt Moritz - Zúric      | 240 | Fritz Zbinder (SUI)     | Hugo Koblet (SUI)     |

## Classificació final
|    | Ciclista               | Equip     | Temps       |
| -- | ---------------------- | --------- | ----------- |
| 1  | Hugo Koblet (SUI)      | Suïssa    | 53h 28' 51" |
| 2  | Jean Goldschmit (LUX)  | Luxemburg | + 6' 49"    |
| 3  | Aldo Ronconi (ITA)     | Itàlia    | + 16' 16"   |
| 4  | Jean Kirchen (LUX)     | Luxemburg | + 17' 55"   |
| 5  | Ferdi Kübler (SUI)     | Suïssa    | + 23' 29"   |
| 6  | Bruno Pasquini (ITA)   | Itàlia    | + 24' 28"   |
| 7  | Edward van Ende (BEL)  | Bèlgica   | + 26' 01"   |
| 8  | Martin Metzger (SUI)   | Suïssa    | + 26' 20"   |
| 9  | Armando Barducci (ITA) | Itàlia    | + 32' 44"   |
| 10 | Pasquale Fornara (ITA) | Itàlia    | + 39' 54"   |